# Konstantin Erëmenko
Konstantin Viktorovič Erëmenko (in russo Константин Викторович Ерёменко?; Dnipropetrovs'k, 5 agosto 1970 – Mosca, 18 marzo 2010) è stato un giocatore di calcio a 5 e calciatore russo, campione europeo con la nazionale russa nel 1999.
È considerato uno dei più grandi giocatori di calcio a 5 di tutti i tempi.

## Carriera
Giocatore dalla tecnica sopraffina nonostante l'altezza, Erëmenko fu capitano della Dina Mosca e pilastro della nazionale russa. Fu otto volte campione di Russia (ininterrottamente dal 1993 al 2000), conquistò la Coppa dell'Unione Sovietica (1990) con il Mechanyzator e sette volte la Coppa di Russia (1992, 1993 e dal 1995 al 1999). Con la Dina Mosca vinse inoltre tre edizioni dell'European Champions Tournament e una Coppa Intercontinentale. Con la Russia si classificò terzo al Mondiale 1996 e vinse il campionato europeo 1999. Nella rassegna continentale ottenne inoltre un secondo posto (1996) e un terzo posto (2001). In seguito al ritiro, è stato nominato presidente della neonata sezione di calcio a 5 della Dinamo Mosca. È morto giovedì 18 marzo 2010 a Mosca all'età di 39 anni a causa di un infarto improvviso.

## Palmarès

### Club

#### Competizioni nazionali
- Campionato russo: 8
Dina Mosca: 1992-93, 1993-94, 1994-95, 1995-96, 1996-97, 1997-98, 1998-99, 1999-00

#### Competizioni internazionali
- European Champions Tournament: 3
Dina Mosca: 1995, 1997, 1999 (non riconosciuti)
- Coppa Intercontinentale: 1
Dina Mosca: 1997 (non riconosciuta)

### Nazionale
- Campionato d'Europa: 1

Spagna 1999